# Melamphaes spinifer
Melamphaes spinifer is een  straalvinnige vissensoort uit de familie van grootschubvissen (Melamphaidae). De wetenschappelijke naam van de soort is voor het eerst geldig gepubliceerd in 1962 door Ebeling.
De soort staat op de Rode Lijst van de IUCN als niet bedreigd, beoordelingsjaar 2009.